# Disco delirio
Disco delirio è un film italiano del 1979 diretta da Oscar Righini.
Il film venne girato tra Milano e la provincia in estrema economia, nel tentativo di inserirsi nel filone di film musicali ben più noti quali La febbre del sabato sera, che in quel periodo riempivano le sale in Italia.

## Trama
Due coppie di giovani ballerini, appassionati di musica da discoteca, decidono di sfidarsi per stabilire quale coppia sia la migliore.

## Distribuzione

### Home video
Il film è uscito in vhs per l'etichetta svizzera Video Paradise a metà anni ottanta.

## Curiosità
- Nel film si sentono canzoni molto famose, in versione originale quali Love Is in the Air, Rock Around the Clock, Le Freak e molte altre. Venne pubblicato anche un 33 giri della colonna sonora edito dalla Derby/CGD.
- Il cineasta milanese Oscar Righini firmò regia, soggetto, sceneggiatura, dialoghi e persino la scenografia del film, oltre ad esserne il produttore.
- Nel film sono visibili alcune discoteche storiche del periodo, come il Ganesh Club di Milano e la Esplanade di Binasco.
- Da moltissimi anni circola la voce che di questo film venne fatta anche una versione con inserti porno che però non è mai spuntata fuori. Il protagonista Dario Bramante intervistato per il saggio Dancing days 1978-1979 - I due anni che hanno cambiato l'Italia di Paolo Morando, ammise di esserne venuto a conoscenza  solo dopo l'uscita del film, ma che né lui, né gli altri ragazzi vennero coinvolti e che comunque avrebbe rifiutato.